# Red 5 Comics
Pour les articles homonymes, voir Red.
Red 5 Comics est un éditeur de bande dessinée américain indépendant.
Créé en 2007 par Paul Ens de Lucasfilm, la maison édition a été nommée deux fois au Will Eisner Award en 2008 pour le comics Atomic Robo.

## Histoire
ZMD: Zombies of Mass Destruction est un comics de Kevin Grevioux (acteur d'Underworld) adapté en film en 2009.

## Publications
- Abyss
- Afterburn
- Atomic Robo
- Beautiful Creatures (comic)
- Drone (2009)
- Midknight
- Neozoic
- We Kill Monsters
- ZMD: Zombies of Mass Destruction

## Auteurs
| - Kevin Rubio - Lucas Marangon - Nick Schley - Andrew Dalhouse - Scott Chitwood - Paul Ens - Marc Hampson - Matt Busch - Jay Korim (J. Korim) - Jessie Lam - Brian Clevinger - Scott Wegener - Kurtis J Wiebe - Ash Jackson - Frank Zigarelli | - Troy Peteri - Kevin Grevioux - Geraldo Borges - Dave Youkovich - Tony Kordos - Jimmy Reyes - David Rivera - Scott Chitwood - Randy Kintz - Garry Henderson - Laura Harkcom - Christopher Leone - Thomas Hodges - Brian Churilla - Hilary Barta |

## Adaptations
- 2025 : Afterburn, film américain de J. J. Perry d'après les comics du même nom

## Sources
1. ↑   Star Wars: Reversal of Fortune (2004), Evasive Action (2005), Daily web strip